# 2004年スペイン総選挙
2004年スペイン総選挙（2004ねんスペインそうせんきょ、スペイン語：Elecciones generales de España de 2004）は、スペインにおける国会を構成する国会議員を選出するため2004年3月に行われた選挙である。元老院（上院）と代議院（下院）の両院で選挙が行われた。

## 概要

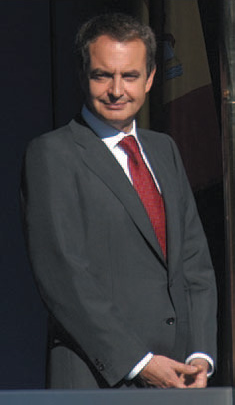
首相に就任したサパテーロ氏（社労党）

選挙戦当初は、アスナール率いる国民党が優位に立っていたが、選挙戦最中の3月11日に首都マドリードで爆弾テロ事件（マドリード列車爆破テロ事件）が発生し、200名余りが死亡する大惨事となった。当初政府はETA（バスク祖国と自由）によるテロと断定したが、ETAは事件直後に犯行を否定、アルカーイダ系のテロリストグループが犯行声明を発表した。この結果、イラク戦争に兵士を派遣したアスナール政権に対する批判が集中し、社会労働党が比較第一党に躍進、8年ぶりに政権を奪回してホセ・ルイス・ロドリゲス・サパテーロが首相に就任した。

## 選挙結果

### 下院
投票日：2004年3月14日
- 首相：ホセ・マリア・アスナール（国民党）
- 有権者数：34,571,831名
- 有効得票数：25,891,299票
- 投票率：75.66%
- 代議院定数：350議席
- 選挙制度[2]：県単位（52県）の比例代表制（350議席）

1. 選挙区定数は人口比例で配分される。但し、アフリカ地域の2県（セウタ・メリージャ）は定数1の小選挙区制
2. 投票は政党あるいはその連合のリストを選択する。個人候補は認められない。
3. 各リストへの議席配分は、県単位のドント式で実施するが、得票率が3％未満のリストは議席配分の対象外となる。

| 党派                             | 得票       | 得票率 | 議席 | 増減 |
| -------------------------------- | ---------- | ------ | ---- | ---- |
| 社会労働党（PSOE）               | 11,026,163 | 42.59% | 164  | 39   |
| 国民党（PP）                     | 9,763,144  | 37.71% | 148  | 35   |
| 集中と統一 （CiU）               | 835,471    | 3.23%  | 10   | 5    |
| カタルーニャ共和主義左翼 （ERC） | 652,196    | 2.52%  | 8    | 7    |
| バスク民族主義党 （EAJ-PNV）     | 420,980    | 1.63%  | 7    | ＝   |
| 統一左翼 （IU）                  | 1,284,081  | 4.96%  | 5    | 3    |
| カナリア諸島連合 （CC）          | 235,221    | 0.91%  | 3    | 1    |
| ガリシア民族主義ブロック（BNG）  | 208,688    | 0.81%  | 2    | 1    |
| アラゴン主義連合 （CHA）         | 94,252     | 0.36%  | 1    | ＝   |
| バスク連帯党（EA）               | 80,905     | 0.31%  | 1    | ＝   |
| ナファロア・バイ（NA-BAI）       | 61,045     | 0.24%  | 1    | 1    |
|                                  |            |        | 350  |      |
出所：“Detalle de Elecciones - Elecciones Congreso de los Diputados Marzo 2004”。尚、議席を獲得できなかった政党については掲載しなかった。

### 上院
- 総有権者数：34,571,831
- 投票総数：26,187,162（75.75%）
- 棄権：8,384,669（24.25%）
- 有効投票数：25,426,107（97.09%）
- 無効票：761,055（2.91%）
- 候補者獲得票：24,746,291（97.33%）
- 白票：679,816（2.67%）

国民党は上院では25議席を失ったが、第一党の座は守った。社会労働党は前回より28議席増やした。議席配分は以下のようになった。
| 2000年 ← 2004年スペイン総選挙 → 2008年            |      |      |
| 党派                                              | 議席 | 増減 |
| 国民党 （PP）                                     | 102  | 25   |
| スペイン社会労働党 (PSOE)                         | 81   | 28   |
| カタルーニャのための進歩協定 （PSC-ERC-ICV-EUiA） | 12   | 4    |
| バスク民族主義党 (EAJ-PNV)                        | 6    | =    |
| 集中と統一 (CiU)                                  | 4    | 4    |
| カナリア諸島連合 (CC-NC-PNC)                      | 3    | 2    |

## 首相指名投票
2004年4月16日スペイン社会労働党書記長で同党の首相候補者ホセ・ルイス・ロドリゲス・サパテーロが第一回の投票で6党の支持を得、得票数183票で指名された。反対票を投じたのは唯一最大野党の国民党のみであった。
| 投票 | 党派                                                        | 票数 |
| 可   | PSOE（164）、ERC（8）、IU（5）、CC（3）、BNG（2）、CHA（1） | 183  |
| 不可 | PP (148)                                                    | 148  |
| 棄権 | CiU（10）、EAJ-PNV（7）、EA（1）、NaBai（1）                | 19   |